# Grand Prix Formule 1 van Zweden 1978
De Grand Prix Formule 1 van de Zweden 1978 werd gehouden op 17 juni 1978 op de Scandinavian Raceway.

## Verslag
De race zal herinnerd worden als de enige race waarin Brabham de beruchte "fan car" gebruikte en de race ook won. De radiator zoog de lucht onder de wagen uit, waardoor hij een vacuüm creëerde en een enorme hoeveelheid downforce. Het leek erop dat de wagen inging tegen de regels, aangezien er geen bewegende onderdelen op de wagens mocht zitten waarvan de primaire functie aerodynamisch is. Brabham verklaarde echter dat de radiator er was om de motor te koelen en niet om aerodynamische redenen.
Uiteindelijk mocht de wagen racen, waarop Niki Lauda en John Watson de wagen op de tweede en derde startplaats neerzetten achter Mario Andretti.
Bij de start nam Andretti de leiding, voor Lauda en Watson. Watson werd later nog voorbijgegaan door Riccardo Patrese en Ronnie Peterson. In de twintigste ronde moest de Brit opgeven.
Aanvankelijk duelleerden Andretti en Lauda voor de leiding tot de Amerikaan een fout maakte en Lauda voorbij moest laten. Later zou hij moeten opgeven met een kapotte motor. Eenmaal een achterligger olie had verloren op de baan, bleek de Brabham een klasse te sterk voor de rest van het veld. De wagen werd nauwelijks gehinderd door het gladde oppervlak, doordat hij gewoon kon doorrijden over de olie. Hoe harder hij reed, hoe meer grip de wagen genereerde doordat de radiator aan de versnellingsbak verbonden was. Lauda won uiteindelijk met 34,6 seconden voorsprong op Patrese en Peterson. De overige punten gingen naar Patrick Tambay, Clay Regazzoni en Emerson Fittipaldi.
De wagen werd na de race reglementair verklaard, waardoor de overwinning behouden bleef. De FIA verbood de wagen later: Brabham handelde dan wel naar de letter van de reglementen, maar niet naar de geest ervan.

## Uitslag
| Positie | Nr | Rijder                | Team               | Ronden | Tijd/Opgave    | Startplaats | Punten |
| ------- | -- | --------------------- | ------------------ | ------ | -------------- | ----------- | ------ |
| 1       | 1  | Niki Lauda            | Brabham-Alfa Romeo | 70     | 1:41:00.606    | 3           | 9      |
| 2       | 35 | Riccardo Patrese      | Arrows-Ford        | 70     | +34.019        | 5           | 6      |
| 3       | 6  | Ronnie Peterson       | Lotus-Ford         | 70     | +34.105        | 4           | 4      |
| 4       | 8  | Patrick Tambay        | McLaren-Ford       | 69     | +1 Ronde       | 15          | 3      |
| 5       | 17 | Clay Regazzoni        | Shadow-Ford        | 69     | +1 Ronde       | 16          | 2      |
| 6       | 14 | Emerson Fittipaldi    | Fittpaldi-Ford     | 69     | +1 Ronde       | 13          | 1      |
| 7       | 26 | Jacques Laffite       | Ligier-Matra       | 69     | +1 Ronde       | 11          |        |
| 8       | 7  | James Hunt            | McLaren-Ford       | 69     | +1 Ronde       | 14          |        |
| 9       | 12 | Gilles Villeneuve     | Ferrari            | 69     | +1 Ronde       | 7           |        |
| 10      | 11 | Carlos Reutemann      | Ferrari            | 69     | +1 Ronde       | 8           |        |
| 11      | 16 | Hans-Joachim Stuck    | Shadow-Ford        | 68     | +2 Rondes      | 20          |        |
| 12      | 25 | Héctor Rebaque        | Lotus-Ford         | 68     | +2 Rondes      | 21          |        |
| 13      | 9  | Jochen Mass           | ATS-Ford           | 68     | +2 Rondes      | 19          |        |
| 14      | 36 | Rolf Stommelen        | Arrows-Ford        | 67     | +3 Rondes      | 24          |        |
| 15      | 10 | Keke Rosberg          | ATS-Ford           | 63     | +7 Rondes      | 23          |        |
| NC      | 37 | Arturo Merzario       | Merzario-Ford      | 62     | +8 Rondes      | 22          |        |
| NF      | 5  | Mario Andretti        | Lotus-Ford         | 46     | Motor          | 1           |        |
| NF      | 27 | Alan Jones            | Williams-Ford      | 46     | Wiel           | 9           |        |
| NF      | 4  | Patrick Depailler     | Tyrrell-Ford       | 42     | Ophanging      | 12          |        |
| NF      | 15 | Jean-Pierre Jabouille | Renault            | 28     | Motor          | 10          |        |
| NF      | 2  | John Watson           | Brabham-Alfa Romeo | 19     | Spin           | 2           |        |
| NF      | 20 | Jody Scheckter        | Wolf-Ford          | 16     | Oververhitting | 6           |        |
| NF      | 3  | Didier Pironi         | Tyrrell-Ford       | 8      | Ongeluk        | 17          |        |
| NF      | 19 | Vittorio Brambilla    | Surtees-Ford       | 7      | Ongeluk        | 18          |        |
| NQ      | 18 | Rupert Keegan         | Surtees-Ford       |        |                |             |        |
| NQ      | 30 | Brett Lunger          | McLaren-Ford       |        |                |             |        |
| NQ      | 22 | Jacky Ickx            | Ensign-Ford        |        |                |             |        |

## Statistieken
| Pole-position | Mario Andretti | Lotus-Ford         | 1:22.058 |
| Snelste ronde | Niki Lauda     | Brabham-Alfa Romeo | 1:24.836 |

## Noot
- Dit was de eerste podiumplaats voor Riccardo Patrese.

1933 · 1973 · 1974 · 1975 · 1976 · 1977 · 1978